# 阮紀宏
阮紀宏，現任北京師範大學-香港浸會大學聯合國際學院人文與社會科學學部副教授、香港媒體人和時事評論員，曾任《文匯報》駐北京記者、《香港商報》副總編輯，以及《明報》副總編輯兼副主筆，筆名為「戴胡子」。民建聯黨員。早年取得温莎大学文学士学位，後來於香港中文大学取得哲学硕士学位，及於北京大学取得哲学博士学位。